# Villa d'Almè
Villa d'Almè är en ort och kommun i provinsen Bergamo i regionen Lombardiet i Italien. Kommunen hade 6 667 invånare (2018).